# Reithrodon
Reithrodon es un género de roedores de la familia Cricetidae. Sus especies son denominadas comúnmente ratas conejo, y habitan en el Cono Sur de Sudamérica. 

## Taxonomía
Este género fue descrito originalmente en el año 1837 por el naturalista inglés George Robert Waterhouse.
Subdivisión
Este género está integrado por 2 especies: 
- Reithrodon auritus (G. Fischer, 1814)
- Reithrodon typicus Waterhouse, 1837

## Distribución geográfica y hábitat
Sus especies se distribuyen en la Argentina, Chile y Uruguay.